# Yunnanilus altus
Yunnanilus altus är en fiskart som beskrevs av Maurice Kottelat och Chu, 1988. Yunnanilus altus ingår i släktet Yunnanilus och familjen grönlingsfiskar. Inga underarter finns listade i Catalogue of Life.